# 细叶水团花
细叶水团花（学名：Adina rubella）为茜草科水团花属下的一个种。